# 代尔祖尔省
代爾祖爾省（羅馬化：Muḥāfaẓat Dayr az-Zawr）是敘利亞東部的一個省，東鄰伊拉克。幼發拉底河流經。面積33,060平方公里，2005年估計人口1,094,000人。首府代爾祖爾。下分3區：代尔祖尔区、邁亞丁區、阿布凯马勒区。